# Nevermore
Nevermore foi uma banda americana de power/thrash metal de Seattle, Washington. Formada em meados de 1991, a banda incorporava em suas músicas elementos de diversos estilos tais como thrash metal, power metal, groove metal e metal progressivo, fazendo também uso de sons acústicos e uma grande e variada gama de estilos vocais. A descrição precisa do seu estilo musical é tema de debate tanto entre críticos quanto pelos fãs, já que a banda acabou criando sua própria identidade.
Após um desentendimento entre os integrantes, a banda entrou em hiato em 2011, com o vocalista Warrel Dane e o baixista Jim Sheppard reunindo-se com seu antigo projeto chamado Sanctuary. O guitarrista Jeff Loomis atualmente encontra-se na banda Arch Enemy.

## História
O Nevermore surgiu no começo dos anos 90 quando a banda Sanctuary, pressionada por sua gravadora a mudar de direcionamento musical, encerrou prematuramente suas atividades durante a gravação do terceiro álbum de forma nada amigável. Dois dos integrantes, o vocalista Warrel Dane e o baixista Jim Sheppard, não concordavam com a mudança proposta pela gravadora e aparentemente bem recebida pelos outros membros: abandonar o Heavy Metal e entrar de cabeça no Grunge (estilo que alcançava o grande sucesso no mainstream devido à bandas como Nirvana, Mudhoney e Pearl Jam, estilo este que teve seu fim ainda na década de 90). Os ânimos na banda já andavam exaltados quando os integrantes literalmente "saíram no braço" durante uma festa, selando assim o destino da banda. Só restou a Warrel Dane e Jim Sheppard começar um novo projeto que refletisse não somente a proposta original do Sanctuary, mas que abrisse portas para a fusão de outros estilos de Metal (o nome Nevermore foi decidido no dia seguinte a briga, enquanto os dois escutavam uma música da banda de doom metal, Trouble).
No fim de 1994, já contando com uma formação estável devido ao recrutamento do baterista Van Williams e do ex-guitarrista do Sanctuary, Jeff Loomis, o Nevermore acaba por atrair a atenção do produtor Neil Kernon (Queensryche, Judas Priest, Flotsam & Jetsam, Yes, Rolling Stones, Journey) que, acreditando no potencial da banda, assume o risco de gravar o material por conta própria. O primeiro álbum, Nevermore, sai pela Century Media Records em 1995 e recebe críticas positivas da mídia especializada, rendendo à banda uma turnê europeia com o Blind Guardian e uma turnê norte-americana com o Death.
A adição do guitarrista Pat O'Brien viria a acontecer pouco antes do lançamento do EP In Memory em 1996. O'Brien ainda participou das gravações do álbum seguinte - The Politics of Ecstasy em 1996, pouco antes de deixar a banda para integrar a banda de death metal Cannibal Corpse. Tim Calvert, que já tinha participado da composição de algumas músicas do Nevermore passa a integrar a banda a partir da saída de O'Brien.
Em 1999 o Nevermore lança Dreaming Neon Black, depois de três anos sem lançar nenhum disco. Sendo muito bem recebido pela crítica, o álbum narra a história de um homem em seu lento declínio em direção à loucura após a morte da única mulher que amara. As faixas apresentam uma gama variada de estilos, partindo de músicas lentas e melancólicas até músicas mais agressivas e progressivas. Warrel Dane é outra vez o destaque, imprimindo sua marca na interpretação por vezes melancólica, por vezes desesperada das letras que refletem o conceito de algumas músicas do álbum: a experiência de Dane com sua namorada, desaparecida após se unir a uma seita religiosa.
Uma longa turnê se seguiu, com o Nevermore tocando com diversas bandas de renome como Mercyful Fate, Arch Enemy e Iced Earth. Ao fim da turnê, em 2000, o guitarrista Tim Calvert anuncia a sua saída amigável da banda alegando razões pessoais. Ao invés de procurar um substituto, a banda decide continuar como um quarteto,  usando os préstimos de guitarristas convidados para tocar ao vivo, como o Curran Murphy (que tocou no Annihilator), e Chris Broderick da banda Jag Panzer's.
Ainda no ano 2000 o Nevermore entra em estúdio para gravar Dead Heart in a Dead World sob o comando de Andy Sneap (Megadeth, Kreator, Exodus) no Village Productions, em Tornillo, Texas. Carregando uma riqueza de influências ainda maior, o álbum traz faixas com elementos do Metal progressivo ao Thrash metal. A sonoridade se torna ainda mais pesada devido a utilização de guitarras de 7 cordas usadas por Jeff Loomis e desta vez há temas mais variados nas letras do que seu antecessor, como o abuso de drogas em Narcosynthesis, o ateísmo em Believe In Nothing, que também ganhou videoclipe, e um cover de The Sound Of Silence, de Simon & Garfunkel. Após o lançamento do álbum em 13 de setembro de 2000 (que outra vez recebeu críticas super-positivas da mídia especializada), a banda sai em turnê e passa pela 1° vez no Brasil fazendo dois shows numa mini-turnê com a banda de death metal Krisiun. Em 2001 a banda teve sua turnê americana ao lado do Savatage interrompida por conta dos Ataques de 11 de setembro de 2001. Em 2020, o álbum foi classificado como 48° entre os 50 melhores álbuns de metal dos anos 2000 pela revista britânica Kerrang!
O quinto álbum, Enemies of Reality, permanece em produção por mais de um ano e é lançado em meados de 2003. Apesar do álbum mostrar um Nevermore cada vez mais técnico e agressivo, a produção do  álbum, que ficara a cargo do renomado produtor Kelly Gray, não agrada. As críticas são tantas que a banda decide, em 2004, entregar a re-masterização do material à Andy Sneap. O resultado, nitidamente melhor, pode ser conferido no relançamento do álbum (com uma capa ligeiramente diferente). Neste ínterim, a banda passa a ser um quinteto novamente com a adição do guitarrista Steve Smyth (ex-Testament/Vicious Rumours).
Em julho de 2005 a banda lança This Godless Endeavor, aclamado por muitos como o melhor trabalho da banda até agora. O álbum mescla com maestria elementos dos três últimos (e mais bem-sucedidos) álbuns: a melancolia de Dreaming Neon Black, o peso de Dead Heart in a Dead World e o lado mais técnico de Enemies of Reality. Tudo isso recheado por letras críticas e reflexivas sobre temas que abrangem religião, sociologia e política. Logo após o lançamento a banda sai em turnê com o festival itinerante Gigantour (capitaneado por Dave Mustaine do Megadeth) sendo uma das suas principais atrações.
O Nevermore fez suas duas últimas apresentações no Brasil em 2006, no festival Live'N'Louder, que aconteceu no dia 14 de outubro de 2006 na Arena Skol (Anhembi), em São Paulo, e em Curitiba, no Curitiba MasterHall, no dia 15 de outubro de 2006.
Em 2008 é lançado em CD e DVD The Year Of The Voyager, registro ao vivo da banda de apresentações realizadas entre 2005 e 2006. Nesse mesmo ano Warrel Dane lança Praises to the War Machine, seu primeiro disco solo, enquanto Jeff Loomis segue o mesmo caminho, com Zero Order Phase. No ano seguinte é lançada a coletânea Manifesto of Nevermore pela Century Media.
The Obsidian Conspiracy, seu último disco, foi lançado em 2010, sucedido por uma turnê. Em abril de 2011, o guitarrista original Jeff Loomis e o baterista Van Willians anunciaram suas saídas do Nevermore.
Warrel Dane faleceu em 2017 após sofrer um infarto num flat em São Paulo, enquanto trabalhava em seu segundo álbum solo.

## Formação
| Última formação - Warrel Dane – vocal, teclado (1991–2011) - Jim Sheppard – baixo (1991–2011) - Jeff Loomis – guitarra, vocal de apoio (1991–2011) - Van Williams – bateria, percussão (1995–2011) | Ex-membros - Mark Arrington - bateria (1991-1994) - Pat O'Brien - guitarra (1994-1996) - Tim Calvert - guitarra (1997-2000) - Steve Smyth - guitarra (2004-2007) | Músicos de turnê - Adam Gardner – percussão (1995–1996) - Curran Murphy – guitarra (2000–2001, 2003–2004) - Chris Broderick – guitarra (2001–2003, 2006–2007) - James MacDonough – baixo (2006) - Tim Johnston – baixo (2007) - Attila Vörös – guitarra (2010–2011) - Dagna Silesia – baixo (2011) |

## Discografia

### Álbuns de estúdio
- Nevermore (1995)
- The Politics of Ecstasy (1996)
- Dreaming Neon Black (1999)
- Dead Heart in a Dead World (2000)
- Enemies of Reality (2003, remixado em 2004)
- This Godless Endeavor (2005)
- The Obsidian Conspiracy (2010)

### EP
- In Memory (1996)

### Ao vivo
- The Year of the Voyager (2008)